# 顏春和
顏春和（1906年6月14日—1966年12月6日），台灣省台南縣人。民國37年（1948年）在台灣省選區當選第一屆候補立法委員。

## 生平[2][3][4]
- 1917年京都町小學
- 同志社中學
- 明治大學預科
- 1928年明治大學法學部畢
- 1928年高試司法科及格
- 1931年高試司法科及格
- 1933年回台,高砂町開業律師
- 1936年財團法人長老教中學理事